# Egynyári barátság 2.
Az Egynyári barátság 2. (eredeti cím: Vacation Friends 2) 2023-ban bemutatott amerikai filmvígjáték, amelyet Clay Tarver írt és rendezett. A 2021-es Egynyári barátság című film folytatása. A főbb szerepekben Lil Rel Howery, John Cena, Yvonne Orji, Meredith Hagner, Steve Buscemi, Ronny Chieng és Jamie Hector látható.
A 20th Century Studios által forgalmazott filmet az Amerikai Egyesült Államokban 2023. augusztus 25-én a Hulu, Magyarországon felirattal 2023. augusztus 25-én a Disney+, míg szinkronnal 2025. március 9-én a TV2 mutatta be.

## Cselekmény
Az első kaland után Marcus és Emily csatlakoznak Ronhoz és Kylához – valamint csecsemő fiukhoz (akit szintén Marcusnak hívnak) és Maurillióhoz, aki bébiszitterként van jelen – egy karibi utazásra. Marcusnak azonban hátsó szándéka is van: az utazás során interjút tervez egy koreai szállodai céggel, a Kim Wae-val, hogy munkát kapjon egy ötcsillagos chicagoi hotel építéséhez, miután Ron és Kyla már elutaztak. Ahogy az előző vakációjukon is, Ron és Kyla most is arra bátorítják Marcust és Emilyt, hogy bulizzanak túlzásba esően. Másnap reggel Marcus megtudja, hogy az interjú időpontját előrehozták, és a Kim Wae vezetői már megérkeztek a hotelbe, még mielőtt a cég tulajdonosa, Mrs. Kim megérkezne.
A négyes találkozik Yeonnal, a Kim Wae egyik vezetőjével egy italra, aki közli Marcusszal, hogy nem ő az első választottja a chicagói projektre. Az eseményt váratlanul megszakítja Kyla apjának, Reese-nek az érkezése, aki épp most szabadult a San Quentin állami börtönből. Reese gyorsan összetűzésbe kerül Ronnal, aki nincs hozzászokva ahhoz, hogy valaki nem kedveli őt. Reese elmondja Kylának, hogy befektetési lehetősége van egy SCOM Coin nevű kriptovalutába. Marcus és Emily azonnal gyanakodnak, de Emily arra bátorítja Marcust, hogy bízzon Reese-ben.
Marcus és Ron elviszik Reeset szörfözni, ahol látják, hogy Reese egy titokzatos idegennel, Jerome-mal találkozik. Yeon és Reese biztatására Marcus és Ron is megpróbálkoznak a nagy hullámokon való szörfözéssel; Marcus súlyosan megsérül, miután leesik a deszkáról. A hotel kaszinójában Marcus ráveszi Ront, hogy játsszon vele egy ivós játékot, ami végül oda vezet, hogy a Kim Wae egyik vezetője, Minjin kórházba kerül. Emilyt kidobják a kaszinóból, miután Kyla megtanítja neki, hogyan kell kártyaszámolással nyerni. Eközben Reese találkozik Warren nevű drogbáróval, akivel megállapodik, hogy visszaszerzi neki a lezuhant repülőgépét. Warren megfenyegeti Reeset, hogy megöli, de Marcus és Ron érkezése félbeszakítja a fenyegetést. Később Marcus és Ron visszakísérik a részeg Yeont a szállodai szobájába, aki támogatja Marcus jelentkezését a projektre, de panaszkodik, hogy Mrs. Kim nem értékeli a véleményét.
Reese meghívja a négyest egy búvárkirándulásra, ami valójában csak álca arra, hogy ő és Jerome visszaszerezhessék az öt millió dollár készpénzt Warren lezuhant repülőgépéből. Induláskor azonban a hatóságok üldözőbe veszik őket, mert megsértették a kubai vizek határait. Bár sikerül elmenekülniük, a gép megsérül, így kényszerleszállást kell végrehajtaniuk. Jerome elmenekül egy pénzzel teli táskával, miközben a többi pénz a repülőgép felrobbanásakor megsemmisül. A balesetet Warren és emberei is észreveszik, és üldözőbe veszik őket, majd el is kapják az ötöst. Reese hazudik Warrennek, azt állítva, hogy a pénzt nem sikerült megtalálni. Warren emberei bezárják a csapatot egy teherszállító konténerbe, amíg ők maguk elindulnak a pénz visszaszerzésére. Ron és Reese vitatkozni kezdenek, de félbeszakadnak, amikor a konténert a vízbe dobják, így a társaság megfulladással néz szembe. Ron meggyújt egy jointot, és a füst segítségével felfedez egy gyenge pontot, amin keresztül sikerül kijutniuk a konténerből. Kyla feltör egy autót, hogy segítsen a menekülésben.
A csapat visszasiet a hotelbe, Warren emberei üldözésével a nyomukban, hogy Marcus odaérjen a találkozójára. Mikor megérkeznek, Reese-t, Marcust és Ront feltartóztatják Warren emberei, de Maurillio megmenti őket, aki úgy tesz, mintha ő lenne a hírhedt drogbáró, Chencho Novar, és így tárgyalást kezdeményez a békéről. Warren beleegyezik, hogy elengedi Ront és Marcust, de követeli, hogy Reese szabadságáért fizessék vissza az ötmillió dollárt. Ron beleegyezik, hogy kifizeti a váltságdíjat, és elárulja, hogy megfogadta Reese SCOM Coin tippjét, és ezzel milliókat keresett. Reese megdöbben Ron nagylelkűségén, és áldását adja Ronra és Kylára. Marcus sietve megpróbálja megállítani a távozó Mrs. Kimet, de a nő nem hajlandó meghallgatni, amiért Marcus nem jelent meg időben a találkozón. Ekkor Yeon szólal meg Marcus védelmében, és ezzel elnyeri neki az állást. A csapat ünnepel, de megérkezik az FBI, és kiderül, hogy Reese-t valójában nem bocsátották feltételesen szabadlábra, hanem megszökött a börtönből, hogy Kylával lehessen. A többiek esti programot terveznek, kivéve Ront, aki még „befejezetlen ügyeit” akarja rendezni – egy újabb ivós párbajt Minjinnel.

## Szereplők
| Szerep         | Színész         | Magyar hang   |
| -------------- | --------------- | ------------- |
| Marcus         | Lil Rel Howery  | Gémes Antos   |
| Emily          | Yvonne Orji     | Solecki Janka |
| Ron            | John Cena       | Bognár Tamás  |
| Kyla           | Meredith Hagner | Gáspár Kata   |
| Reese Hackford | Steve Buscemi   | Epres Attila  |
| Maurillio      | Carlos Santos   | Bor László    |
| Yeon           | Ronny Chieng    |               |
| Warren         | Jamie Hector    | Pál Tamás     |

## A film készítése
2023 áprilisában a Deadline Hollywood arról számolt be, hogy az Egynyári barátság folytatását a Hulu fogja kiadni, amelyben a főszereplők visszatérnek. A forgatás 2022 végén kezdődött Oahu szigetén, a hawaii Kailua településén Honeymoon Friends munkacímmel.

## Bemutató
Az Egynyári barátság 2. 2023. augusztus 25-én jelent meg az Amerikai Egyesült Államokban a Hulu szolgáltatáson, míg más területeken a Disney+ mutatta be.

## Fogadtatás

### Nézettség
A Whip Media, amely a TV Time alkalmazás több mint 25 millió felhasználójának nézettségi adatait követi világszerte, kiszámolta, hogy az Egynyári barátság 2. volt a harmadik legtöbbet streamelt film az Egyesült Államokban a 2023. augusztus 27-i héten. Ezt követően a 2023. szeptember 3-i héten az ötödik helyre került. A Nielsen Media Research, amely az amerikai televíziók képernyőin a streaming nézettségét rögzíti, arról számolt be, hogy a film 246 millió percig nézték az augusztus 21-27. közötti héten.

### Kritikai visszhang
A Rotten Tomatoes weboldalon 20%-os értékelést kapott 30 kritika alapján, az átlagos értékelése 4,3 pont a 10-ből. A Metacritic oldalán 100-ból 38 pontott kapott (9 kritika alapján), ami „általánosságban kedvezőtlen” kritikát jelent.